# آنتا تودورچوک-پرخوچ
آنتا تودورچوک-پرخوچ (لهستانی: Aneta Todorczuk-Perchuć؛ زادهٔ ۹ دسامبر ۱۹۷۸) بازیگر و خواننده اهل لهستان است.
از فیلم‌ها یا مجموعه‌های تلویزیونی که وی در آن‌ها نقش داشته است، می‌توان به کمیسر ماما، خودِ زندگی، کارآگاهان جنایی، پدر متیو، ع چون عشق،  رنگ‌های خوشبختی، مجرد، در خیابان سپولنی، عشق اول و در خوشی و سختی اشاره نمود.